# Großsteingrab Horserød Hegn 5
Das Großsteingrab Horserød Hegn 5 ist eine megalithische Grabanlage der jungsteinzeitlichen Nordgruppe der Trichterbecherkultur im Kirchspiel Tikøb in der dänischen Kommune Helsingør.

## Lage
Das Grab liegt am Nordrand des Waldgebiets Horserød Hegn. In der näheren Umgebung gibt bzw. gab es zahlreiche weitere megalithische Grabanlagen.

## Forschungsgeschichte
In den Jahren 1884 und 1982 führten Mitarbeiter des Dänischen Nationalmuseums Dokumentationen der Fundstelle durch.

## Beschreibung
Die Anlage besitzt eine nord-südlich orientierte längliche Hügelschüttung, von der nur der südliche Teil mit einer Länge von 11 m, einer Breite von 7 m und einer Höhe von 0,75 m erhalten ist. Der Nordteil ist dem Kiesabbau zum Opfer gefallen. Von der Umfassung sind noch drei große Steine erhalten. Auf der Oberfläche des Hügels sind große Mengen an Feuerstein zu sehen. Eine Grabkammer ist nicht auszumachen.